# Rupicapnos sarcocapnoides
Rupicapnos sarcocapnoides är en vallmoväxtart som först beskrevs av Cosson och Durieu, och fick sitt nu gällande namn av Auguste Nicolas Pomel. Rupicapnos sarcocapnoides ingår i släktet Rupicapnos och familjen vallmoväxter. Inga underarter finns listade i Catalogue of Life.